# Benoît Bergeon
Benoît Bergeon (* 11. Februar 1870 in Caluire-et-Cuire; † 13. Juli 1947 in Vallauris) war ein französischer Politiker. Er war 1914 bis 1919 Abgeordneter der Nationalversammlung und von 1921 bis 1939 Mitglied des Senats.
Bergeon studierte Jura in Lyon und besuchte danach in Paris und Marseille Notarschulen. In Marseille zog er 1908 in den Stadtrat ein und war von 1910 bis 1912 stellvertretender Bürgermeister. 1914 zog er für das Département Bouches-du-Rhône in die Nationalversammlung ein, wo er sich einer sozialistischen Gruppierung anschloss. Dort und auch später im Senat war er besonders um Marineangelegenheiten bemüht. 1919 trat er zur Wiederwahl an, was ihm jedoch nicht gelang. Zwei Jahre später konnte er hingegen erfolgreich in den Senat einziehen. Bergeon blieb bis 1939 Senator, als er nicht wiedergewählt wurde. Er zog sich zurück nach Vallauris, wo er 1947 starb.